# Ялівець Шуммера
Яліве́ць Шуммера — ботанічна пам'ятка природи місцевого значення, що розташована неподалік від смт Новий Світ Судацької міської ради АР Крим. Була створена відповідно до Постанови ВР АРК № 1196-6/13 від 27 лютого 2013 року.

## Загальні відомості
Площа пам'ятки природи 0,01 гектара. Розташована на схід від смт Новий Світ Судацької міської ради на території ботанічного державного природного заказника національного значення Новий Світ біля підніжжя гори Куш-Кая.
Пам'ятка природи створена з метою охорони та збереження в природному стані цінного в науковому, естетичному відношенні дерева — ялівцю високого віком понад 1300 років.